# Ycuá Bolaños

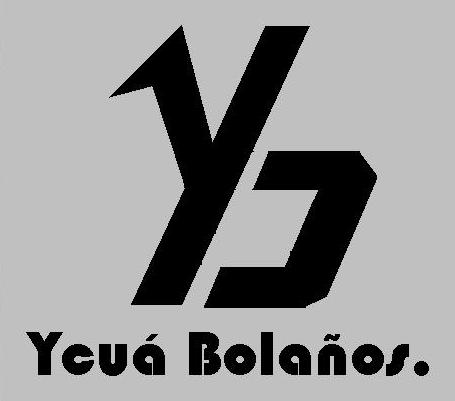
Logo do Supermercado Ycuá Bolaños.

Ycuá Bolaños é uma empresa paraguaia de supermercados, que tornou-se conhecida pelo trágico incêndio de uma de suas lojas em Assunção. A empresa foi criada em 1978. Administrava quatro lojas na capital do Paraguai, além de contar com pequenas fábricas que produziam produtos próprios comercializados em suas mesmas lojas. Atualmente só administra uma sucursal: o Ycuá Bolaños I.
O nome destes estabelecimentos vem de ykuá que em guarani significa poço de água e Bolaños, que é o apelido de um missionário franciscano (um santo, segundo a tradição) que chegado da Espanha nos tempos coloniais.

## Filiais de Ycuá Bolaños
- Ycuá Bolaños I: A metros da Av. Fernando de la Mora sobre a rua 12 de Octubre, do bairro Pinoza, na cidade de Assunção. Este é o único local que ainda segue funcionando, acima do local comercial se encontra a residência da família Paiva, proprietários também do desativado Ycuá Bolaños "Botánico". Em 6 de dezembro foi saqueado pelos cidadãos zangados, como resultado do fracasso da justiça que deu penas a cumprir excessivamente baixas.

- Ycuá Bolaños II "Multiplaza": era um moderno edifício da cadeia de supermercados, localizava antes da Av. Eusebio Ayala e paralelo a um conhecido Shopping Multiplaza nos arredores de Assunção, sobre o Km 5. Em 18 de novembro de 2004, três meses após o incêndio de outra loja, registrou um início de incêndio no setor de alimentos do supermercado, o que gera ainda mais desconfiança de seus clientes. A partir de finais de 2006 esta loja passou a se chamar "Salemma Multi Plaza".

- Ycuá Bolaños III "Los Arcos": Era uma bela e moderna loja com fachada em forma de arcos localizada na Av. San Martín esquina com Roque Centurion Miranda (A uma quadra da Av. España), no Bairro Carmelitas, Assunção. A partir de fins de 2006 esta loja passou a se chamar "Salemma Carmelitas". Para sua reinauguração, sua fachada foi totalmente modificada, deixando para trás o belo projeto de arcos. Este local foi projetado com os mesmos erros que a loja Ycuá Bolaños Botanico, onde ocorreu o incêndio, e em razão desse grande sucesso se modificaram os erros de todos os estabelecimentos da Ycuá Bolaños que deixou.

- Ycuá Bolaños IV "Botánico": Foi inaugurado em dezembro de 2001, localizado na Av. Santísima Trinidad esquina com Av. Artigas, no bairro Trinidad, na cidade de Assunção. Esta era a loja mais nova e moderna da rede. Em um domingo, 1 de agosto, foi o cenário da maior tragédia civil da História do Paraguai. Às 11:20 da manhã começou o grande incêndio no setor de alimentos, que estendeu-se rapidamente a todo o prédio. As portas foram fechadas por ordens "superiores", o que dificultou a saída das pessoas. A tragédia ceifou a vida de quase 400 pessoas e deixou mais de 500 feridos.

## Serviços oferecidos pela rede
Rosticeria: Em todas as lojas 
Setor de alimentos/Setor de jogos: Ycuá Bolaños: Multiplaza, Los Arcos e Botanico
Posto de Revistas: Em todos as lojas
Estacionamento: Em todas as lojas
Café: Ycuá Bolaños: Los Arcos e Botanico
ATM: Ycuá Bolaños: Los Arcos (Interbanco) e Botanico (Dinelco)

## Santuario de Ycuá Bolaños
Foi em Caazapá (lugar de nascimento de Juan Pío Paiva, fundador da cadeia de supermercados) onde encontra-se o santuário de Ycuá Bolaños, e ,segundo a opinião popular, sua fonte de água tem propriedades curativas.